# Elecciones estatales de Guanajuato de 2003
Las elecciones estatales de Guanajuato de 2003 tuvieron lugar el Domingo 6 de julio de 2003, simultáneamente con las principales  elecciones federales y en ellas fueron los cargos de elección popular en el estado mexicano de Guanajuato:
- 46 Ayuntamientos. Formados por un Presidente Municipal y regidores, electo para un período inmediato de tres años no reelegibles de manera consecutiva.
- 48 Diputados al Congreso Electos por mayoría de cada uno de los Distritos Electorales y 16 de Representación Proporcional.

## Resultados electorales

### Municipios

#### Municipio de Guanajuato
- Arnulfo Vázquez Nieto  Hecho

#### Municipio de León
- Ricardo Alaniz Posada Hecho

#### Municipio de Celaya
- José Rivera Carranza  Hecho

#### Municipio de Irapuato
- Luis Gutiérrez Vargas  Hecho

#### Municipio de Salamanca
- Gerardo Carreño Muro  Hecho

#### Municipio de Silao
- Guillermo Aguirre Velázquez  Hecho

#### Municipio de Salvatierra
- José Enrique Ortiz Jiménez  Hecho

#### Municipio de San Miguel de Allende
- Luis Alberto Villarreal García  Hecho

#### Municipio de Cortázar
Carlos Romero Villegas